# Norocul culegătorului
Norocul culegătorului este o nuvelă scrisă de Ion Luca Caragiale. 